# فيباسني (أوديسكا)
فيباسني (Випасне) هي مدينة في إقليم بيلهورود دنيستروفسكي في مقاطعة أوديسكا أوبلاست في أوكرانيا.
يبلغ عدد سكانها حوالي 7401 نسمة.